# 大谷澪
大谷 澪（おおたに みお、1992年7月13日 - ）は、日本の元グラビアアイドル。大阪府寝屋川市出身。2008年ミスマガジン審査員特別賞受賞。2019年より「ねこみ。」の名義でライブ配信を行っている。「株式会社321」ライバー所属。

## 人物
- 趣味は、音楽鑑賞と散歩[1]。
- 特技は、歌うこと[1]。
- 4人姉妹の長女である。
- チャームポイントは、目[1]。
- 自分の好きなところは、たまに見せる優しさ。嫌いなところは、話にオチがないこと[1]。
- スキップが微妙。ライセンスの藤原一裕によると“ドスップ”（足音がどすっどすっと鳴るから）。
- 2009年12月28日更新分のおしゃべりやってまーすで「わたしジャミラス」とカミングアウトしてから、ライセンスに『ジャミラス大谷』と呼ばれるようになった。
- 2010年1月25日更新分の「おしゃべりやってま〜す」で遂にストッキングを被りラジオブースの内外から大爆笑。その写真を見て自分でも大爆笑をしていた。
- 小学校に入り、モーニング娘。に憧れて、芸能界を意識する。将来の目標は、女優やバラエティタレント、歌手などマルチに活動出来るタレントになること[2]。目標の人は、観月ありさと中川翔子[3]。
- 中学生の頃からお笑いが好きで、土肥ポン太の追っかけをしていたが、ポン太の八百屋に行けなかった事が心残り。
- 憧れの男性芸能人は、小栗旬と三浦春馬[2]。
- 2014年に引退。2019年3月ツイッターにてねこみ。として復活を宣言し、SHOWROOMや17 Liveでネット配信を開始した。
- 2014年引退時の所属事務所はK-point。それ以前は舞夢プロ、ヴィジョンファクトリーに所属していた。
- ｢ねこみ。｣の由来。猫をこよなく愛し、現在もモーニング娘。をフリークしている為｢。｣を付けている。また、Twitterのアカウント（@nekomi_o）のように｢みo｣本名の｢澪｣が隠されている。
- 2019年、積極的にSHOWROOMイベントに参加している。ジャンルは問わず、基本NGはないらしい。
- 2020年よりPocochaにて配信中。
- 2020年7月30日、Pocochaにて自らの生い立ちや芸能界引退理由を配信。
- 2023年8月13日、豊洲pitにて 321 inc.アイドル部のグループ「ペールチュール」として再デビュー。

### 嗜好
- 好きな男性のタイプは、可愛らしい人、優しい人[1]。
- 好きな芸人は、土肥ポン太
- 好きな食べ物は、果物全般。嫌いな食べ物は、特にない[1]。
- 好きな色は、青とピンク、白、赤。
- 好きな動物は、猫のうぶちゃんとアルくんの飼い主

## 出演

### テレビドラマ
- おひとりさま（2009年10月 - 12月、TBS） - 三枝みなみ 役
- 夢の見つけ方教えたる!2（2010年3月13日、フジテレビ）- 宇佐見イズミ 役
- 古代少女隊ドグーンV 第4話（2010年10月28日、毎日放送） - アイドル歌手 役
- 熱いぞ!猫ヶ谷!!（2010年10月 - 12月、メ～テレ）- 遠藤理沙 役
- 連続テレビ小説 カーネーション 第9週 - 第16週（2011年、NHK） - りん 役
- 赤川次郎原作 毒<ポイズン> 第1話（2012年10月4日、日本テレビ） - 小出レイカ 役
- 方言彼女。0（2012年10月8日、テレビ埼玉）
- ホラー アクシデンタル 第11話「悪徳の栄え」（2013年3月、フジテレビ）
- 仮面ライダーウィザード 第38・39話（2013年6月2日・9日、テレビ朝日） - 直美 役

### バラエティ
- サプライズ（2009年4月 - 9月、日本テレビ） - 火曜「がんばれ!ブカツの天使」レギュラーレポーター
- Beach Angels 大谷澪 in ボラカイ（2010年3月31日、TBSチャンネル） - リピート放送あり
- めざましテレビ（2010年4月 - 2011年3月、フジテレビ） - 「MOTTOいまドキ!」レギュラー（いまドキ娘）

### ラジオ
- おしゃべりやってまーす第1放送（2009年4月20日 - 、K'z Station）

### CM
- 興和（コルゲンコーワIB透明カプセル） - 赤
- ファミリーマート「ファミチキ」(2009年10月)

### 舞台
- FIELDS presents 連作短編シアター「エブリ リトル シング '09」（2009年8月10日 - 16日、天王洲銀河劇場）- 京香 役
- 「2LDK」（2010年5月1日 - 5日、青山円形劇場）
- 劇団空感エンジン「プレイス」（2011年8月25日 - 29日、エアースタジオ）

### 映画
- アバター（2011年4月公開、太秦、監督:和田篤司） - 仮屋由布子 役
- FASHION STORY -Model-（2012年11月公開、監督:中村さやか）
- ジェリー・フィッシュ（2013年公開、監督:金子修介） - 宮下友紀 役
- 僕は友達が少ない（2014年2月公開、監督:及川拓郎） - 柏崎星奈 役

## 作品

### 映像作品
- ミスマガジン2008 大谷澪（2008年8月27日、バップ）
- O'SOLE MIO（2009年6月25日、ゴマブックス）

### 写真集
- purity（2009年6月25日、ゴマブックス、撮影：小塚穀之）ISBN 978-4777114245